# Masacre de Eilaboun
La masacre de Eilabun fue cometida por soldados de las Fuerzas de Defensa de Israel durante la Operación Hiram el 30 de octubre de 1948. Un total de 14 hombres del pueblo palestino cristiano de Eilabun (o Eilaboun) fueron asesinados, 12 de ellos ejecutados por las fuerzas israelíes después de que el pueblo ya se hubiese rendido. Los habitantes restantes fueron expulsados a Líbano, viviendo como refugiados palestinos durante algunos meses antes de que se les permitiera volver.
La masacre de Eliabun está relativamente bien documentada.[cita requerida] Fue uno de los pocos pueblos árabes palestinos, de entre los cientos despoblados durante la guerra árabe-israelí de 1948, en los que la mayoría de los desplazados fueron finalmente capaces de volver. Posteriormente los ancianos del pueblo, los mukhtar y los sacerdotes maronitas, dieron testimonio escrito de los eventos sucedidos.[cita requerida] La masacre fue documentada por la película documental Los Hijos de Eilaboun por Hisham Zreiq, una película basada en los hechos según fueron narrados por sus habitantes.

## La masacre
Después de una batalla a las afueras del pueblo en la que seis soldados israelíes resultaron heridos y cuatro vehículos blindados israelíes fueron destruidos, y en el contexto de la Operación Hiram, la Brigada Golani del 12º Batallón entró en el pueblo el 30 de octubre de 1948 y combatió hasta lograr su rendición. Los habitantes ondearon banderas blancas y fueron escoltados por cuatro sacerdotes locales. La mayoría de los habitantes del pueblo estaban escondidos en dos iglesias. Los soldados estaban enojados por una exhibición pública que había tenido lugar en el pueblo un mes atrás, en el que se habían mostrado las cabezas de dos soldados israelíes decapitados y desaparecidos después de un ataque contra una ladera cercana.
Algunos aldeanos contaron que los soldados ordenaron a la gente reunirse en la plaza de la aldea, donde un anciano fue víctima de un disparo mientras otros aldeanos salían de sus escondites. El comandante de los soldados ordenó que los habitantes restantes, unas 800 personas, fueran enviados a la aldea vecina de Maghar, a 5 kilómetros al norte. El comandante y otros dos soldados, habiendo seleccionado a 17 jóvenes, ejecutaron a 12 de ellos. Los 5 restantes fueron tomados y usados como escudos humanos para proteger sus vehículos armados y más tarde fueron enviados a un campo de prisioneros de guerra.[cita requerida] Los soldados israelíes saquearon la aldea.[cita requerida]
Cuando los aldeanos llegaron a Maghar, recibieron órdenes por parte de los soldados de continuar hacia Kafr Inan. Mientras se acercaban a esa aldea, otro anciano, Sam'an ash Shoufani, fue asesinado por un convoy armado aumentando el total de muertos a 14. Tres mujeres fueron heridas.[cita requerida] Los habitantes de Kafr Inan y Eilaboun fueron expulsados a Farradiyya, una aldea cercana. Los soldados israelíes reunieron a las personas de Eilabun, Kafr Inan y Farradiyya, y les robaron una cantidad aproximada de 500 libras.[cita requerida] Las mujeres fueron despojadas de sus joyas durante el saqueo.[cita requerida] Después de pasar la noche en el pueblo de Farradiyya, los soldados israelíes separaron a las mujeres, niños y ancianos de los hombres. Posteriormente, alrededor de 42 jóvenes de estas tres aldeas fueron enviados a un centro de detención. Las mujeres, niños y ancianos de las tres aldeas marcharon a Meirun, donde pasaron tres noches sin agua ni comida. En Meirun, los soldados israelíes pusieron a todos los civiles en dos camiones de ganado y los llevaron a Rmaich, en el Líbano. En consecuencia, los poblados Kafr Inan y Farradiyya fueron vaciados por el ejército israelí.
Cerca de cincuenta y dos aldeanos fueron abandonados en Eliabun, principalmente las personas mayores y los niños. Los sacerdotes de la aldea se quejaron mucho sobre la expulsión de los habitantes del pueblo y exigieron su regreso. Tras una investigación de las Naciones Unidas y con la presión de la Santa Sede, los habitantes del pueblo finalmente lograron asegurar su regreso en un plazo de seis meses. La mayor parte de la población logró regresar desde el Líbano y todos los hombres fueron liberados de los campos de prisioneros.
El hecho fue documentado en un informe de testigos de las Naciones Unidas. En 1983 las víctimas fueron conmemoradas con un monumento al lado del cementerio cristiano en Eilabun. Un segundo monumento que conmemora la masacre fue construido en 1998, aunque rápidamente fue objeto de vandalismo y prácticamente desapareció.